# Pioneer–12
Pioneer–12 vagy Pioneer Venus Orbiter amerikai műhold, amelyet a Pioneer-program keretében indítottak a Vénusz körzetébe.

## Küldetés
Kutatási cél a Föld és a Vénusz közötti tér kozmikus sugárzás intenzitásának mérése, a bolygóközi tér és a napszél tanulmányozása, a rádióhullámok terjedésének vizsgálata, pozíció felvétel a Vénusz körzetébe.
- 1978. május 20. – Atlas–Centaur rakétával elindul a Pioneer Venus Orbiter.
- 1978. december 4. – A Pioneer Venus Orbiter pályára áll a Vénusz körül.
- 1992. október 8. – Az űrszonda elég a Vénusz légkörében, miután kifogy a hajtóanyaga.

## Jellemzői
Az űreszközt a Hughes Aircraft Co., a Space and Communications Group és a CA. Üzemeltetője a NASA Ames Research Center (ARC), Moffett Field, CA.
1978. május 20-án a Air Force Missile Test Center indítóállomásról, a 11. sikeres starttal egy Atlas-Centaur hordozórakétával állították Föld körüli pályára. Forgásstabilizált eszköz. Az orbitális egység pályája 18 perces, 32 fokos hajlásszögű, elliptikus pálya perigeuma 1760 kilométer, az apogeuma 38 000 kilométer volt. A rakétahajtómű beindításával – égés 137 másodpercig – sikerült elérni a második kozmikus sebességet, az űreszköz rátért a kijelölt pályára. Pályakorrekciót, orientációt hideggáz fúvókákkal biztosították. A Vénusz megkerüléséhez szükséges fékező-rakétahajtómű, a biztosított üzemanyaggal.
A hengeres test átmérője 2,5 méter, magassága 1,2 méter. A hengeres test tartalmazza a tudományos műszereket (hőmérséklet mérő, , az akkumulátorokat, a telekommunikációs rendszert, a műszereket. A henger falára rögzítették a rúdantennát, hossza 2,9 méter, a körsugárzó antennát, a dipól antennát
Hasznos induló tömege 517, Vénuszhoz érve 368 kilogramm. Tudományos műszeregysége 45 kilogramm. Az energiaellátást a köpenyre szerelt napelemek, valamint nikkel-kadmium (NiCd) akkumulátorok biztosították. A mért adatokat 12 különböző sebességgel sugározta, illetve a szükséges ideig (vételi lehetőség) tárolta. A belső hőmérsékletet stabilizálták, szcintillációs spektrométer, foto-sugárzásmérő, tömegspektrométer, magnetométer, ultraibolya spektrométer, infravörös sugárzásmérő, napszél analizátor, doppler mérési módszerek. December 4-én megérkezett a célállomáshoz, 2300 kilométer magasságba vett fel keringési pályát. 1992. október 8-án a Vénusz légkörében elégett.

## Külső hivatkozások
- Pioneer–12. skyrocket.de. (Hozzáférés: 2012. december 31.)
- Pioneer–12. lib.cas.cz. [2013. október 13-i dátummal az eredetiből archiválva]. (Hozzáférés: 2012. december 31.)

| Elődje: Pioneer–11 | Pioneer-program 1965–1978 | Utódja: Pioneer–13 |